# Gebe-Kuskus
Der Gebe-Kuskus (Phalanger alexandrae) ist ein Beuteltier aus der Familie der Kletterbeutler (Phalangeridae), das im östlichen Indonesien auf der nördlichen Molukken-Insel Gebe endemisch vorkommt. Möglicherweise kommt die Art auch auf anderen Inseln zwischen Halmahera und Waigeo vor. Ein Foto eines dem Gebe-Kuskus stark ähnelnden Kuskus wurde auf Uranie aufgenommen, einer Insel östlich von Gebe und nördlich von Waigeo.

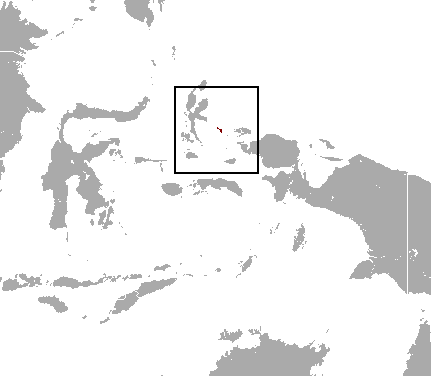
Die Molukkeninsel Gebe (rot – im Rechteck)

## Merkmale
Der Gebe-Kuskus erreicht eine Kopfrumpflänge von etwa 45 cm, hat einen ca. 36 cm langen Greifschwanz und erreicht ein Gewicht von 2,2 kg. Das Rücken, Gesicht und Gliedmaßen sind grau, Kopfoberseite und Schultern sind rötlich-orange. Ein dunkler Mittelstreifen liegt auf der Kopfoberseite und weniger deutlich ausgeprägt zwischen den Schultern auf dem vorderen Rücken. Der Schädel des Gebe-Kuskus ähnelt dem des Molukken-Kuskus (Phalanger ornatus) und zeigt wie dieser ein auffälliges Diastema zwischen den Schneidezähnen und dem Eckzahn. Vom Molukken-Kuskus und vom Obi-Kuskus (Phalanger rothschildi) unterscheidet sich der Gebe-Kuskus durch seine Größe, die proportional kleineren Zähne und speziell vom Obi-Kuskus durch die Färbung. Dem Obi-Kuskus fehlt die abgesetzte Schulterfärbung und der dunkle Streifen auf dem Rücken erstreckt sich über dessen gesamter Länge.

## Lebensraum und Lebensweise
Der Gebe-Kuskus kommt in Sekundärwäldern und am Rand von Primärwäldern von Meeresspiegelhöhe bis in Höhen von 300 Metern vor. Die Vegetation auf dem größten Teil von Gebe ähnelt der Macchie des Mittelmeerraumes und hohe Wälder gibt es nur auf Kalksteinböden und entlang der Wasserläufe. Ernährung und Verhalten des Gebe-Kuskus ist bisher nicht erforscht worden. Wie andere Kuskusarten wird er sich vor allem von Früchten und Blättern ernähren.

## Systematik
Der Gebe-Kuskus wurde erstmals im Jahr 1995 durch den australischen Zoologen Tim Flannery und seinen indonesischen Kollegen Bapak Boeadi wissenschaftlich beschrieben. Zusammen mit dem Molukken-Kuskus (Phalanger ornatus) und dem Obi-Kuskus (Phalanger rothschildi) bildet der Gebe-Kuskus eine Superspezies, den Phalanger ornatus-Complex. Ob eine Stellung des Gebe-Kuskus als eigenständige Art oder ob er besser als Unterart des Molukken-Kuskus geführt werden sollte, müssen weitere Studien ergeben.
Mit dem Artzusatz im wissenschaftlichen Namen ehrte der Erstbeschreiber Tim Flannery seine Partnerin, die Anthropologin Alexandra Szalay.

## Gefährdung
Die IUCN schätzt den Bestand des Gebe-Kuskus als stark gefährdet (Endangered) ein. Grund ist das mit einer Fläche von etwa 150 km² sehr kleine Verbreitungsgebiet und die Gefährdung durch Jagd, Abholzungen und den Bergbau.

## Belege
1. 1 2 3 4  Kristofer Helgen & Stephen Jackson: Family Phalangeridae (Cuscuses, Brush-tailed Possums and Scaly-tailed Possum). In: Don E. Wilson, Russell A. Mittermeier: Handbook of the Mammals of the World – Volume 5. Monotremes and Marsupials. Lynx Editions, 2015, ISBN 978-84-96553-99-6, S. 489.
2. ↑  Beolens, Watkins & Grayson: The Eponym Dictionary of Mammals. JHU Press, 2009, S. 7 (Alexandra).
3. ↑  Phalanger alexandrae in der Roten Liste gefährdeter Arten der IUCN 2016. Eingestellt von: Leary, T., Singadan, R., Menzies, J., Helgen, K., Wright, D., Allison, A., Flannery, T., Salas, L. & Dickman, C, 2016. Abgerufen am 21. November 2018.